# Emma.
Emma. is een Amerikaanse komediedramafilm uit 2020 onder regie van Autumn de Wilde en geschreven door Eleanor Catton. Het verhaal is gebaseerd op de gelijknamige roman uit 1815 van Jane Austen. De hoofdrollen worden vertolkt door Anya Taylor-Joy, Johnny Flynn en Bill Nighy.

## Verhaal
Het verhaal draait om de jonge vrouw Emma Woodhouse die getalenteerd is om haar single vrienden met elkaar te koppelen.

## Rolverdeling
| Acteur          | Personage        |
| --------------- | ---------------- |
| Anya Taylor-Joy | Emma Woodhouse   |
| Johnny Flynn    | George Knightley |
| Bill Nighy      | Mr. Woodhouse    |
| Mia Goth        | Harriet Smith    |
| Miranda Hart    | mevrouw Bates    |
| Josh O'Connor   | meneer Elton     |
| Callum Turner   | Frank Churchill  |
| Rupert Graves   | meneer Weston    |
| Gemma Whelan    | mevrouw Weston   |
| Amber Anderson  | Jane Fairfax     |
| Tanya Reynolds  | mevrouw Elton    |

## Productie
In oktober raakte bekend dat Anya Taylor-Joy gecast werd voor de boekverfilming van Emma. Een paar maanden later werd de cast gecomplementeerd. De opnames gingen van start op 18 maart 2019.

## Release
Emma. is in de Verenigde Staten op 21 februari 2020 uitgebracht. De film verscheen een week later in de Nederlandse bioscopen.
Emma. ontvangt overwegend positieve recensies. Op Rotten Tomatoes heeft de film een waarde van 85%, gebaseerd op 191 recensies. Op Metacritic heeft de film een gemiddelde score van 71/100, gebaseerd op 45 recensies.